# Aichach-Friedberg
Aichach-Friedberg é um distrito da Alemanha, na região administrativa de Suábia, estado de Baviera. Com uma área de 783,09 km² e com uma população de 126.711 habitantes (2003).

## Cidades e Municípios
- Cidades:

1. Aichach
2. Friedberg

- Municípios:

1. Adelzhausen
2. Affing
3. Aindling
4. Baar
5. Dasing
6. Eurasburg
7. Hollenbach
8. Inchenhofen
9. Kissing
10. Kühbach
11. Merching
12. Mering
13. Obergriesbach
14. Petersdorf
15. Pöttmes
16. Rehling
17. Ried
18. Schiltberg
19. Schmiechen
20. Sielenbach
21. Steindorf
22. Todtenweis

## Brasão
| Brasão | O brasão de armas mostra: - parte superior: o azul e branco axadrezado padrão da Baviera - paste inferior esquerda: a folha de carvalho do brasão de Aichach - bottom right: a Cruz de Ulrich, utilizada pelos bispos de Augsburg |